# 玉川上水站
玉川上水站（日语：／ Tamagawa-jōsui eki */?）是一個位於東京都立川市與東大和市，屬於西武鐵道、多摩都市單軌電車的鐵路車站。多摩都市單軌電車的車站編號是TT17。
西武鐵道的拜島線與多摩都市單軌電車的多摩都市單軌電車線停靠，是轉乘站。
西武鐵道的所在地是立川市幸町六丁目36番1號、多摩都市單軌電車的所在地是東大和市櫻丘四丁目19。

## 車站構造

### 西武鐵道
跨站式站房和島式月台2面3線的地面車站。

#### 月台配置

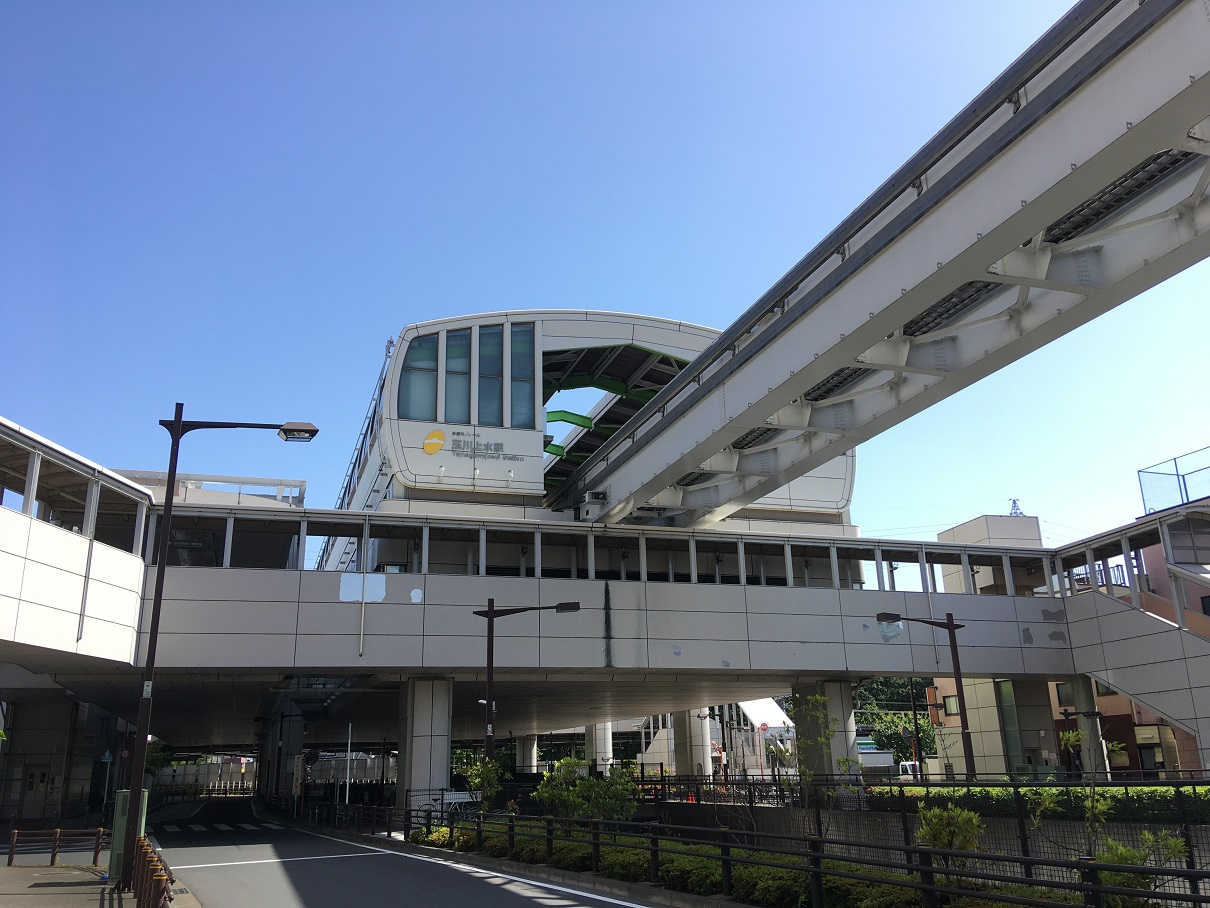
多摩都市單軌電車 站舍 （2020年5月24日）
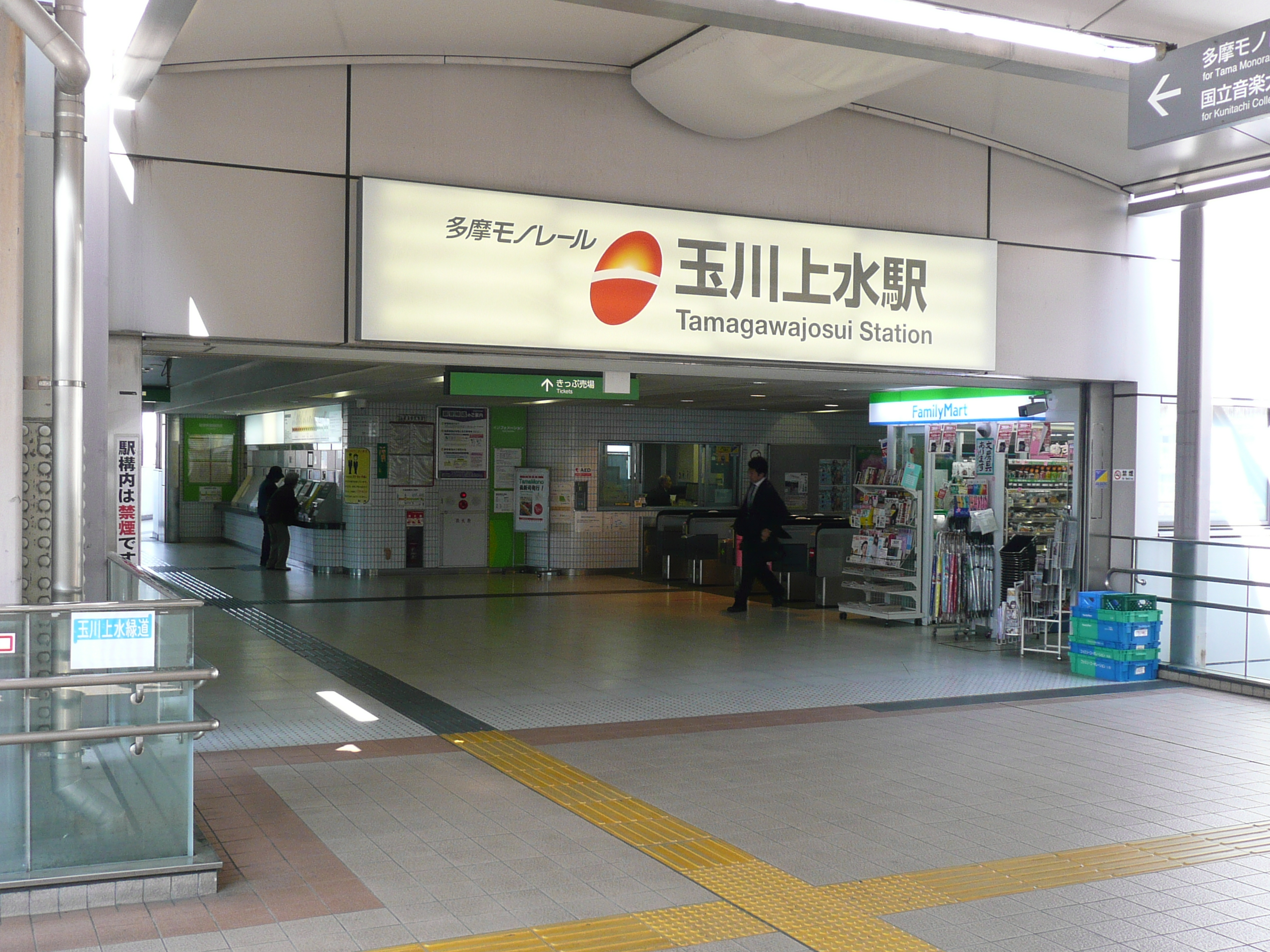
多摩都市單軌電車 入口 （2014年4月26日）
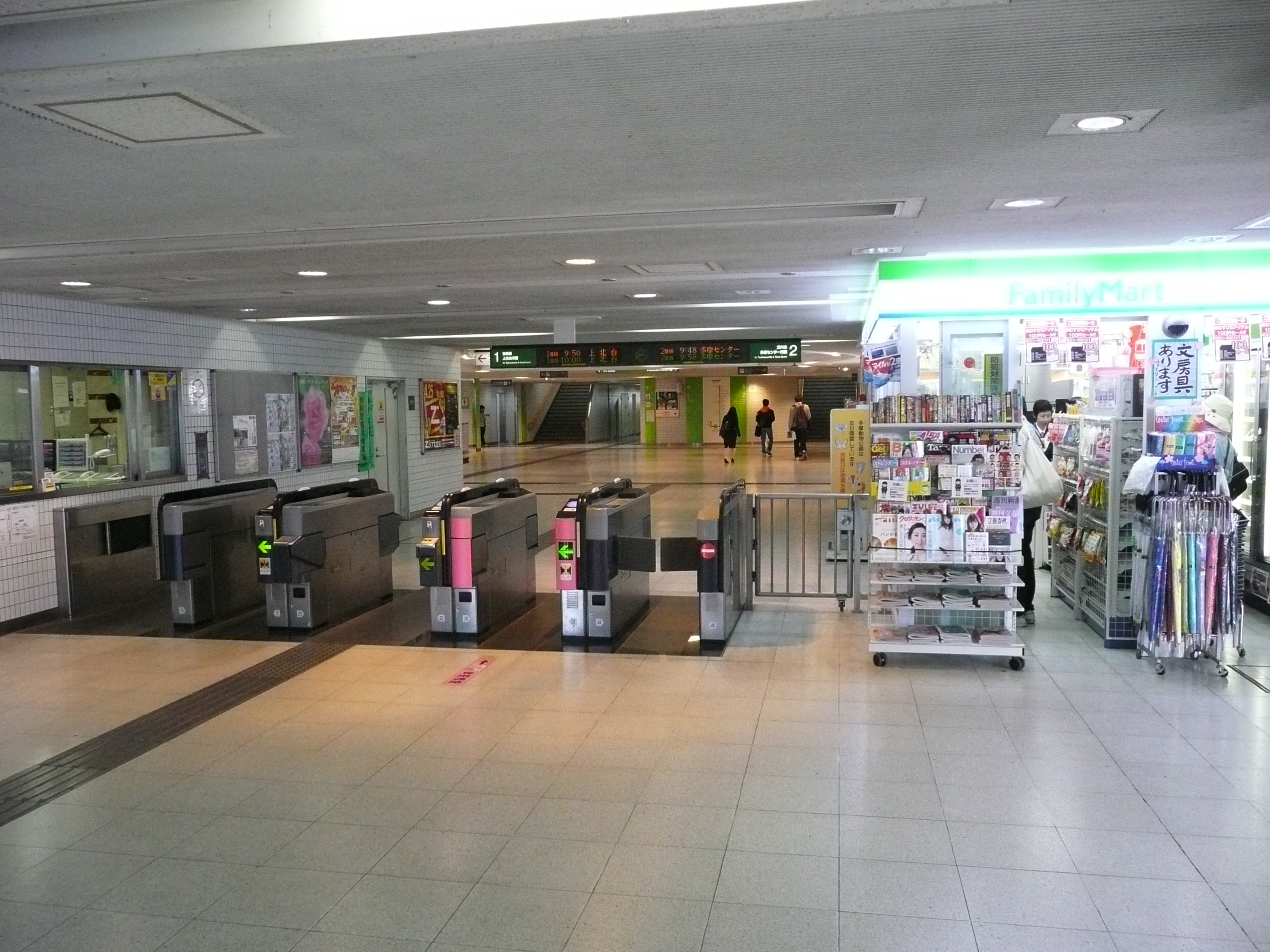
多摩都市單軌電車 閘口 （2014年4月26日）

| 月台 | 路線                   | 方向                   | 目的地                   | 備註                          |
| ---- | ---------------------- | ---------------------- | ------------------------ | ----------------------------- |
| 1    | 拜島線                 | 下行                   | 拜島方向                 |                               |
| 2    | （此站為止的下車月台） | （此站為止的下車月台） | （此站為止的下車月台）   | （此站為止的下車月台）        |
| 3、4 | 拜島線                 | 上行                   | 萩山、小平、西武新宿方向 | 此站始發列車主要於3號月台開出 |

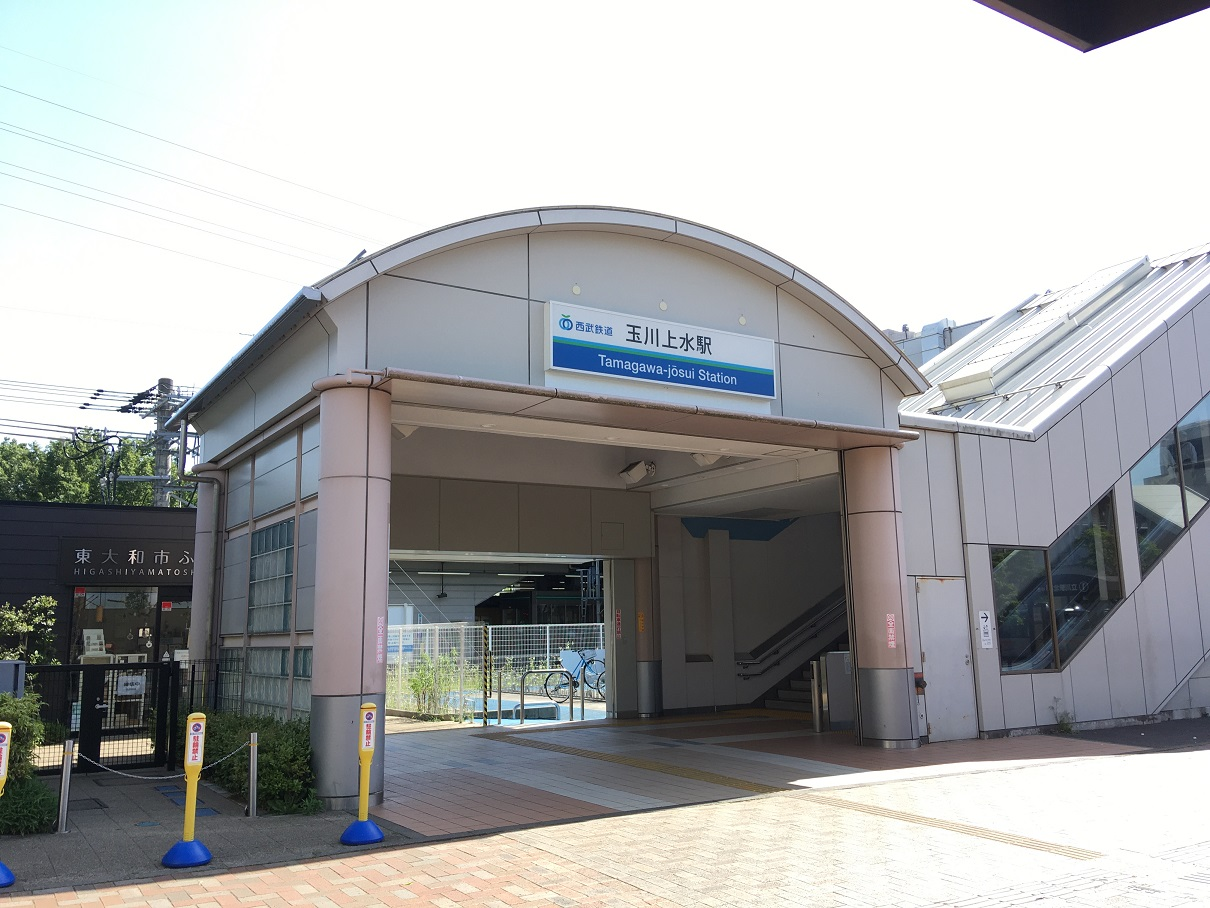
西武線車站入口 （2020年5月24日）
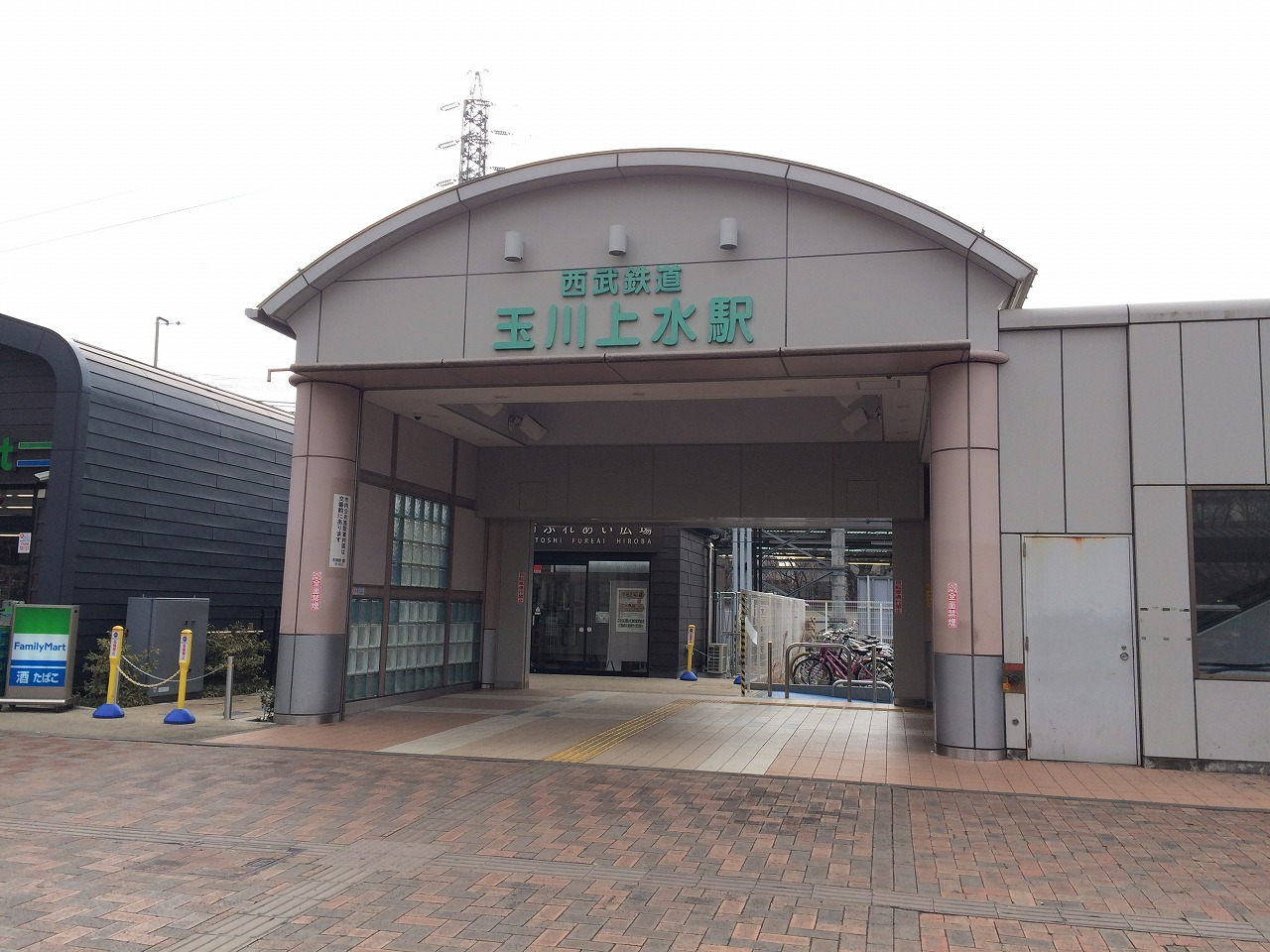
改裝前車站入口 （2016年2月6日）
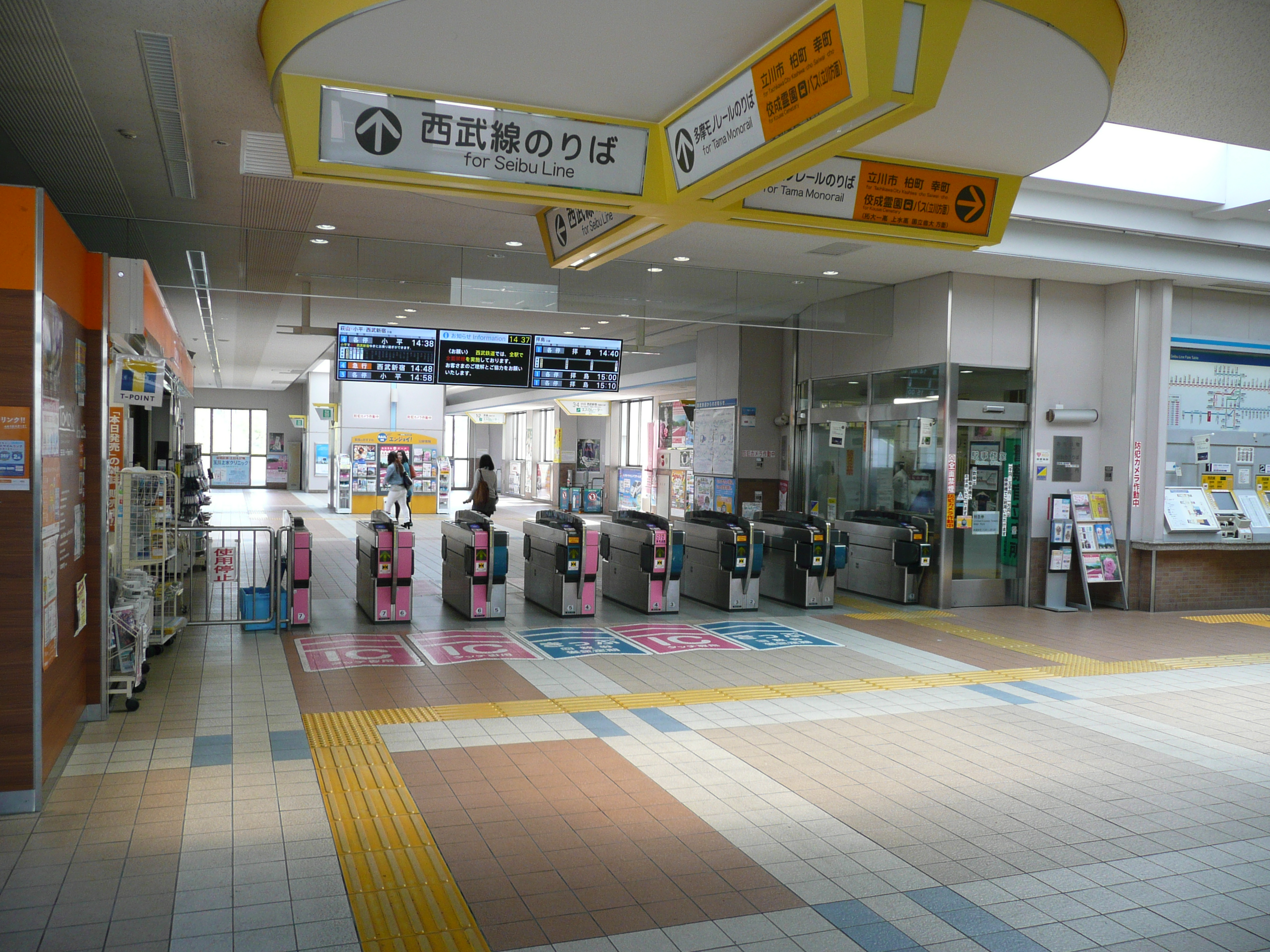
西武閘口 （2014年4月26日）
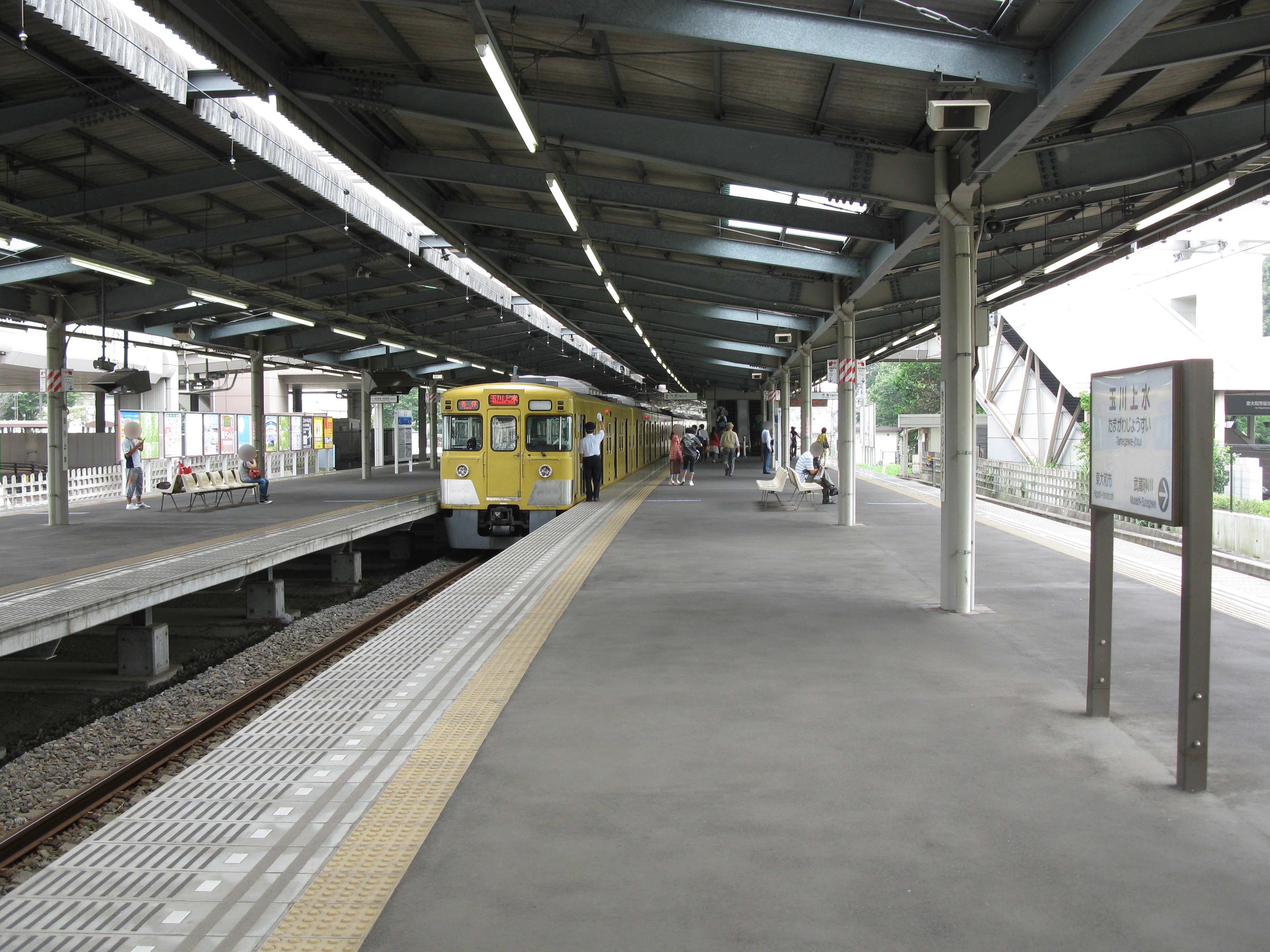
西武月台 （2009年8月6日）

### 多摩都市單軌電車
側式月台兩面兩線的高架車站。

#### 月台配置
| 月台 | 路線               | 方向 | 目的地                 |
| ---- | ------------------ | ---- | ---------------------- |
| 1    | 多摩都市單軌電車線 | 下行 | 櫻街道、上北台方向     |
| 2    | 多摩都市單軌電車線 | 上行 | 高幡不動、多摩中心方向 |

- 多摩都市單軌電車
站舍
（2020年5月24日）
- 多摩都市單軌電車
入口
（2014年4月26日）
- 多摩都市單軌電車
閘口
（2014年4月26日）

## 車站周邊
- 玉川上水
- 東京都立東大和南高等學校
- 東京都立北多摩看護專門學校
- 國立音樂大學
- 拓殖大學第一高等學校
- 東京都立上水高等學校
- 立川公共汽车上水營業所
- 西武鐵道玉川上水車輛段

## 使用情況
- 西武鐵道 - 2016年度1日平均上下車人次為42,159人[利用客数 1]。
西武鐵道全部92個車站當中排行第22位。
- 多摩都市單軌電車 - 2015年度1日平均上下車人次為22,567人[利用客数 2]。
多摩都市單軌電車全部19個車站當中次於高幡不動站排行第第6位。

### 各年度1日平均上下車人次
| 年度               | 西武鐵道 | 增長率 |
| ------------------ | -------- | ------ |
| 2003年（平成15年） | 31,918   | 0.3%   |
| 2004年（平成16年） | 34,259   | 7.3%   |
| 2005年（平成17年） | 34,608   | 1.0%   |
| 2006年（平成18年） | 35,928   | 3.8%   |
| 2007年（平成19年） | 37,246   | 3.7%   |
| 2008年（平成20年） | 38,365   | 3.0%   |
| 2009年（平成21年） | 38,766   | 1.0%   |
| 2010年（平成22年） | 39,131   | 0.9%   |
| 2011年（平成23年） | 38,342   | -2.0%  |
| 2012年（平成24年） | 39,225   | 2.3%   |
| 2013年（平成25年） | 40,393   | 3.0%   |
| 2014年（平成26年） | 40,571   | 0.4%   |
| 2015年（平成27年） | 41,861   | 3.2%   |
| 2016年（平成28年） | 42,159   |        |

### 各年度1日平均上車人次
近年一日平均上車人次推移如下表。
| 年度               | 西武鐵道 | 多摩都市 單軌電車 | 來源   |
| ------------------ | -------- | ----------------- | ------ |
| 1990年（平成02年） | 14,644   | 未開業            | [ 6 ]  |
| 1991年（平成03年） | 15,260   | [ 7 ]             |        |
| 1992年（平成04年） | 15,660   | [ 8 ]             |        |
| 1993年（平成05年） | 16,066   | [ 9 ]             |        |
| 1994年（平成06年） | 15,956   | [ 10 ]            |        |
| 1995年（平成07年） | 15,582   | [ 11 ]            |        |
| 1996年（平成08年） | 15,452   | [ 12 ]            |        |
| 1997年（平成09年） | 15,414   | [ 13 ]            |        |
| 1998年（平成10年） | 15,312   | 3,712             | [ 14 ] |
| 1999年（平成11年） | 15,046   | 4,434             | [ 15 ] |
| 2000年（平成12年） | 16,348   | 6,992             | [ 16 ] |
| 2001年（平成13年） | 16,663   | 7,830             | [ 17 ] |
| 2002年（平成14年） | 16,490   | 8,126             | [ 18 ] |
| 2003年（平成15年） | 16,541   | 8,440             | [ 19 ] |
| 2004年（平成16年） | 17,742   | 8,556             | [ 20 ] |
| 2005年（平成17年） | 17,934   | 8,652             | [ 21 ] |
| 2006年（平成18年） | 18,685   | 9,010             | [ 22 ] |
| 2007年（平成19年） | 19,096   | 9,443             | [ 23 ] |
| 2008年（平成20年） | 19,510   | 9,867             | [ 24 ] |
| 2009年（平成21年） | 19,663   | 10,006            | [ 25 ] |
| 2010年（平成22年） | 19,649   | 10,205            | [ 26 ] |
| 2011年（平成23年） | 19,332   | 10,097            | [ 27 ] |
| 2012年（平成24年） | 19,650   | 10,442            | [ 28 ] |
| 2013年（平成25年） | 20,274   | 10,766            | [ 29 ] |
| 2014年（平成26年） | 20,340   | 10,769            | [ 30 ] |
| 2015年（平成27年） | 21,024   | 11,288            | [ 31 ] |

## 公車客運
車站附近有2個公車站

### 玉川上水站
- 立川公共汽车
  - 往村山團地
  - 往芋窪
  - 往鑽石城
- 西武公共汽车
  - 玉川上水站環行(有先往東大和市站和先往東大和病院)
  - 往東大和站
- MM穿梭(MMシャトル、武藏村山市內環行)
  - 往武藏砂川站
  - 往鑽石城

### 玉川上水站南口
市區公車
- 立川公共汽车
  - 往立川站北口
  - 往立川競輪場(舉辦時營運)

高速公車
- 南海公共汽车
  - 經京都、大阪往堺市站(夕發朝至)
- 立川公共汽车、山陽公共汽车聯營
  - 經神戶三宮往舞子(夕發朝至)
- 立川公共汽车、成田空港交通、東京空港交通聯營
  - 往成田國際空港

## 歷史
- 1950年(昭和25年)5月4日 - 上水線(現在的拜島線)開業(非電氣化)
- 1954年(昭和29年)10月12日 - 電氣化(直流1500V)
- 1998年(平成10年)11月27日 - 新站房(跨站式站房)開始啟用、多摩都市單軌電車開業

## 相鄰車站
西武鐵道
 拜島線
- ■臨時特急停車站

■急行、■準急、■各站停車
東大和市（SS32）－玉川上水（SS33）－武藏砂川（SS34）

 多摩都市單軌電車
 多摩都市單軌電車線
櫻街道（TT18）－玉川上水（TT17）－砂川七番（TT16）

## 外部連結
- 玉川上水 - 西武鐵道
- 玉川上水站 （页面存档备份，存于） - 多摩都市單軌電車